# La telenovela errante
La telenovela errante es una película chilena dirigida por Raúl Ruiz y Valeria Sarmiento. Fue filmada por Ruiz en el año 1990 y permaneció inacabada hasta que Sarmiento la finalizó en 2017.

## Argumento
La película consta de siete capítulos que superponen entre sí, retratando la realidad chilena al estilo de una telenovela surrealista.

## Reparto
- Luis Alarcón
- Patricia Rivadeneira
- Francisco Reyes
- Roberto Poblete
- Liliana García
- Mauricio Pesutic